# دول البلطيق تحت الحكم السوفيتي (1944-1991)
وقعت دول البلطيق تحت الحكم السوفيتي منذ نهاية الحرب العالمية الثانية في عام 1945، أي منذ الخضوع للسيطرة السوفيتية حتى استعادة الاستقلال في عام 1991. تم احتلال دول البلطيق وضمّها لتصبح الجمهوريات الاشتراكية السوفيتية في إستونيا ولاتفيا وليتوانيا. بعد أن ضمّتها ألمانيا النازية أعاد الاتحاد السوفيتي احتلال أراضي البلطيق في عام 1944 واستمر في السيطرة عليها حتى استعادت دول البلطيق استقلالها بعد نحو 50 عامًا في أعقاب الانقلاب السوفيتي عام 1991.

## إضفاء الطابع السوفيتي

### المقاومة وعمليات الترحيل

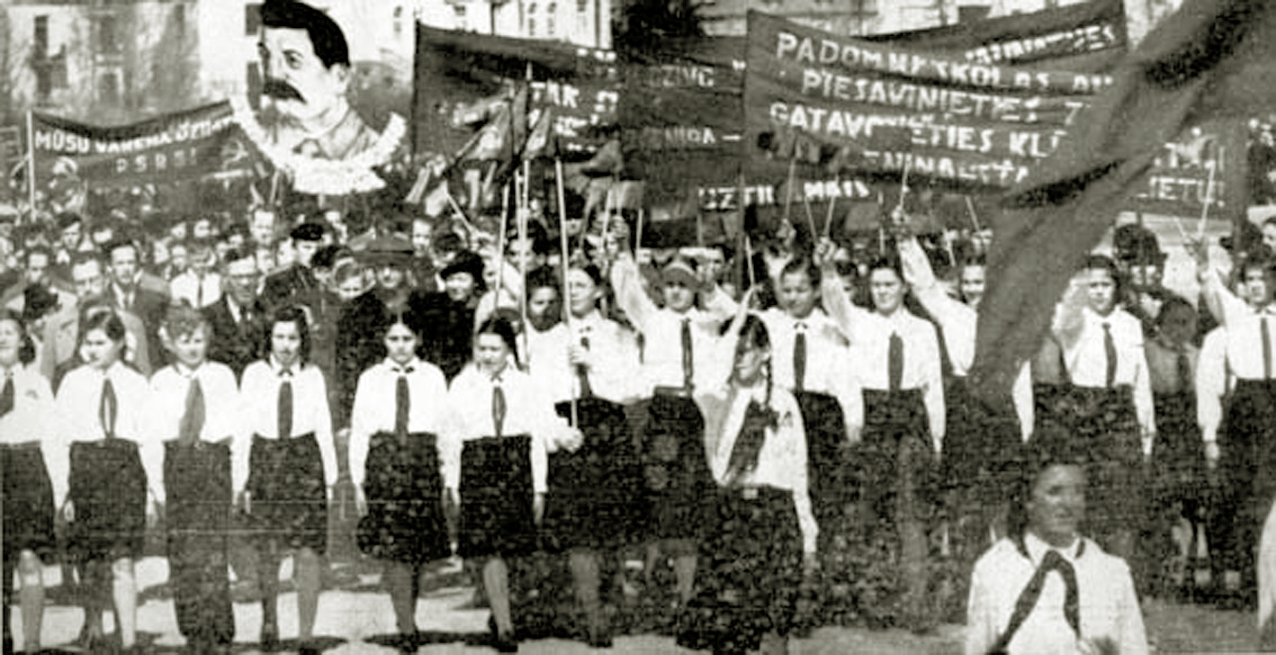
ريغا في شهر مايو من عام 1941

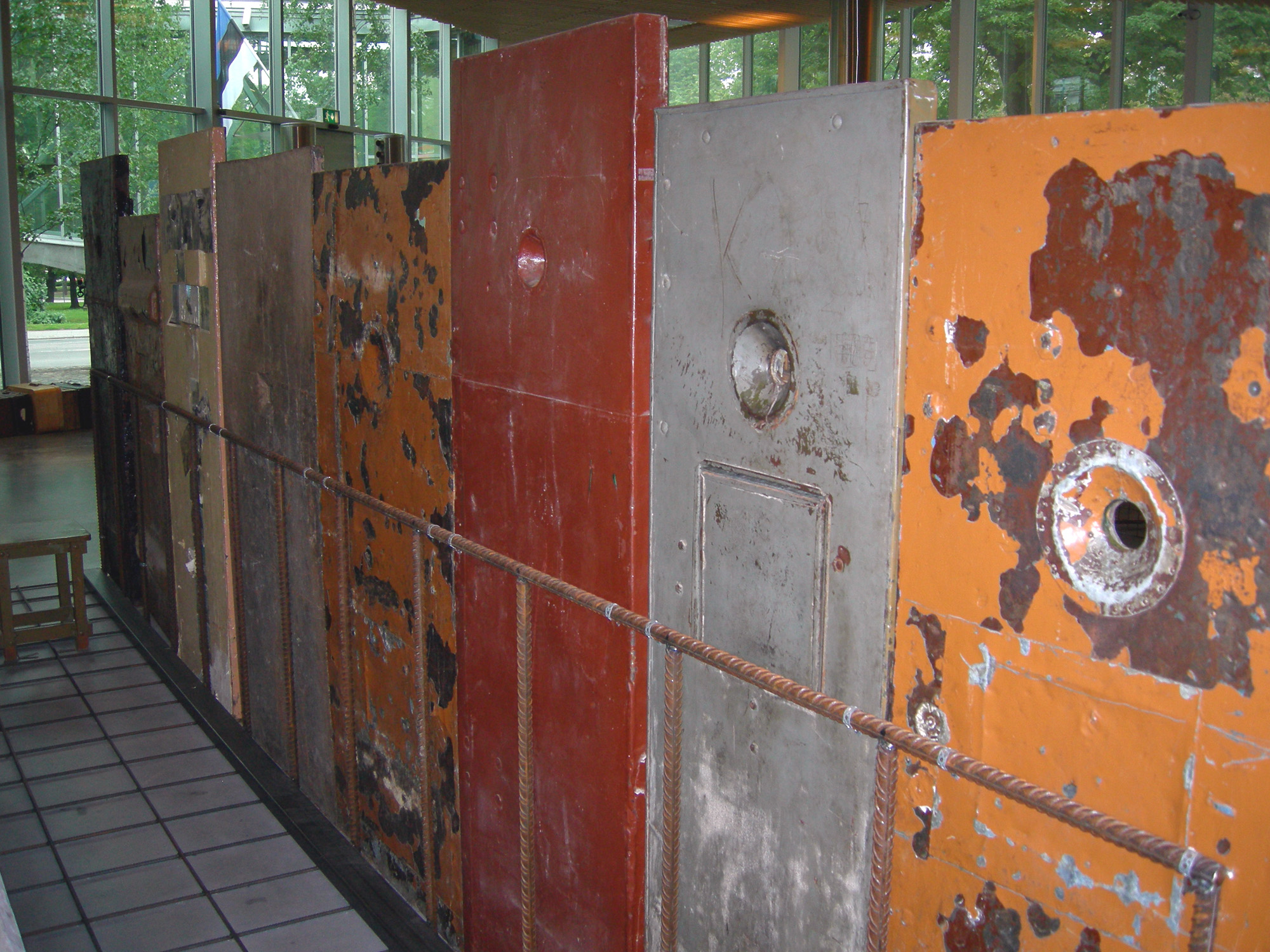
أبواب السجون السوفيتية خلال العهد الشيوعي في متحف الاحتلالات والحرية في تالين.

بين عامي 1940 و 1987، شنّ الاتحاد السوفيتي عملية لإضفاء الطابع السوفيتي تهدف إلى إضعاف الهويات الوطنية لشعوب البلطيق. كان التحول الصناعي على نطاق واسع من العوامل المهمة للسعي إلى تحقيق ذلك، ثم تأتي الهجمات المباشرة على الثقافة والدين وحرية التعبير. بالنسبة للسلطات السوفيتية كان القضاء على المعارضة والتحوّل الاقتصادي يسيران جنبًا إلى جنب. استخدم السوفييت عمليات الترحيل المكثفة للقضاء على مقاومة الزراعة الجماعية ودعم البارتيزان. قاوم بارتيزان البلطيق الحكم السوفيتي بالكفاح المسلح لعدة سنوات. تمتّع أخوة الغابة الإستونية -كما كانوا معروفين- بدعم مادي بين السكان المحليين. كان السوفيتيون قد نفذوا مسبقًا عمليات الترحيل في الفترة 1940-1941 لكن عمليات الترحيل بين عامي 1944 و 1952 كانت أكبر من حيث العدد. في مارس 1949 نظمت السلطات السوفيتية العليا عملية ترحيل جماعي لتسعين ألف شخص من مواطني البلطيق، الذين وصفتهم بأنهم أعداء للشعب، إلى مناطق وعرة في الاتحاد السوفيتي.
ويقدَّر العدد الإجمالي للذين تم ترحيلهم بين عامي 1944 و 1955 بنحو 124 ألفًا في إستونيا و 136 ألفًا في لاتفيا و 245 ألفًا في ليتوانيا. سُمح للمبعَدين بالعودة بعد الخطاب السري لنيكيتا خروتشوف في عام 1956 ولكن الكثيرين لم ينجوا بحياتهم في سيبيريا. هربت أعداد كبيرة من سكان دول البلطيق غربًا قبل وصول القوات السوفيتية في عام 1944. بعد الحرب، وضع السوفيتيون حدودًا جديدة لجمهوريات البلطيق. حصلت ليتوانيا على منطقتي فيلنيوس وكلايبيدا، لكن إستونيا ولاتفيا تنازلتا عن بعض الأراضي الشرقية إلى جمهورية روسيا الاتحادية الاشتراكية السوفيتية. خسرت إستونيا 5 في المئة ولاتفيا 2 في المئة من أراضيهما قبل الحرب.

### التحول الصناعي والهجرة
نفّذ السوفيتيون استثمارات رأسمالية كبيرة لموارد الطاقة وتصنيع المنتجات الصناعية والزراعية. كان الهدف هو دمج اقتصاد البلطيق في المجال الاقتصادي السوفيتي الأكبر. طُوّرت الخطط الصناعية والبنية التحتية للنقل وفقًا للمعايير السوفيتية. في جميع الجمهوريات الثلاث، تطوّر قطاع التصنيع على حساب القطاعات الأخرى ولا سيما الزراعة والإسكان. عانى الاقتصاد الريفي من قلة الاستثمارات والزراعة الجماعية. تضرّرت مناطق البلطيق الحضرية خلال الحرب وتكبّدت عشر سنوات لتعوّض الخسائر في الإسكان. غالبًا ما كانت الإنشاءات الجديدة رديئة النوعية، وفُضّل المهاجرون من الإثنية الروسية في السكن.
استقبلت إستونيا ولاتفيا أعدادًا كبيرة من العمال الصناعيين المهاجرين من أجزاء أخرى من الاتحاد السوفيتي أدت إلى تغيير التركيبة السكانية جذريًا. استقبلت ليتوانيا أيضًا المهاجرين ولكن بدرجة أقل. شكّل الإستونيون العرقيون 88 في المئة من السكان قبل الحرب ولكن في عام 1970 انخفضت النسبة إلى 60 في المئة. شكّل اللاتفيون العرقيون 75 في المئة لكن النسبة انخفضت إلى 56.8 في المئة عام 1970 وانخفضت أكثر لتصل إلى 52 في المئة عام 1989. في المقابل كان الانخفاض في ليتوانيا 4 في المئة فقط؛ يرجع السبب جزئيًا إلى غياب الهجرة الروسية، إذ حصلت ليتوانيا على منطقة فيلنيوس وهرب عدد أقل من الليتوانيين غربًا وخسرت الدولة أقليتها اليهودية. كان هناك اختلاف بين الروس العرقيين. سُمّي الأشخاص الذين انتقلوا من روسيا قبل ضمّ 1940 وعرفوا اللغة المحلية باسم «الروس المحليين» لأن لديهم علاقات أفضل مع السكان المحليين مقارنة بأولئك الذين استقروا لاحقًا.
دعم الشيوعيون في البلطيق ثورة أكتوبر عام 1917 في روسيا وشاركوا فيها، ومع ذلك توفي العديد منهم خلال عملية التطهير الكبير في ثلاثينيات القرن العشرين. أُسِّست الأنظمة الجديدة لعام 1944 من قبل الشيوعيين الأصليين الذين قاتلوا في الجيش الأحمر. ومع ذلك استورد السوفيتيون أيضًا الروس العرقيين لملء المناصب السياسية والإدارية والتنظيمية. على سبيل المثال كان منصب السكرتير الثاني للحزب الشيوعي المحلي دائمًا تقريبًا لروسي إثني أو لفرد من جنسية سلافية أخرى.

## الحياة اليومية

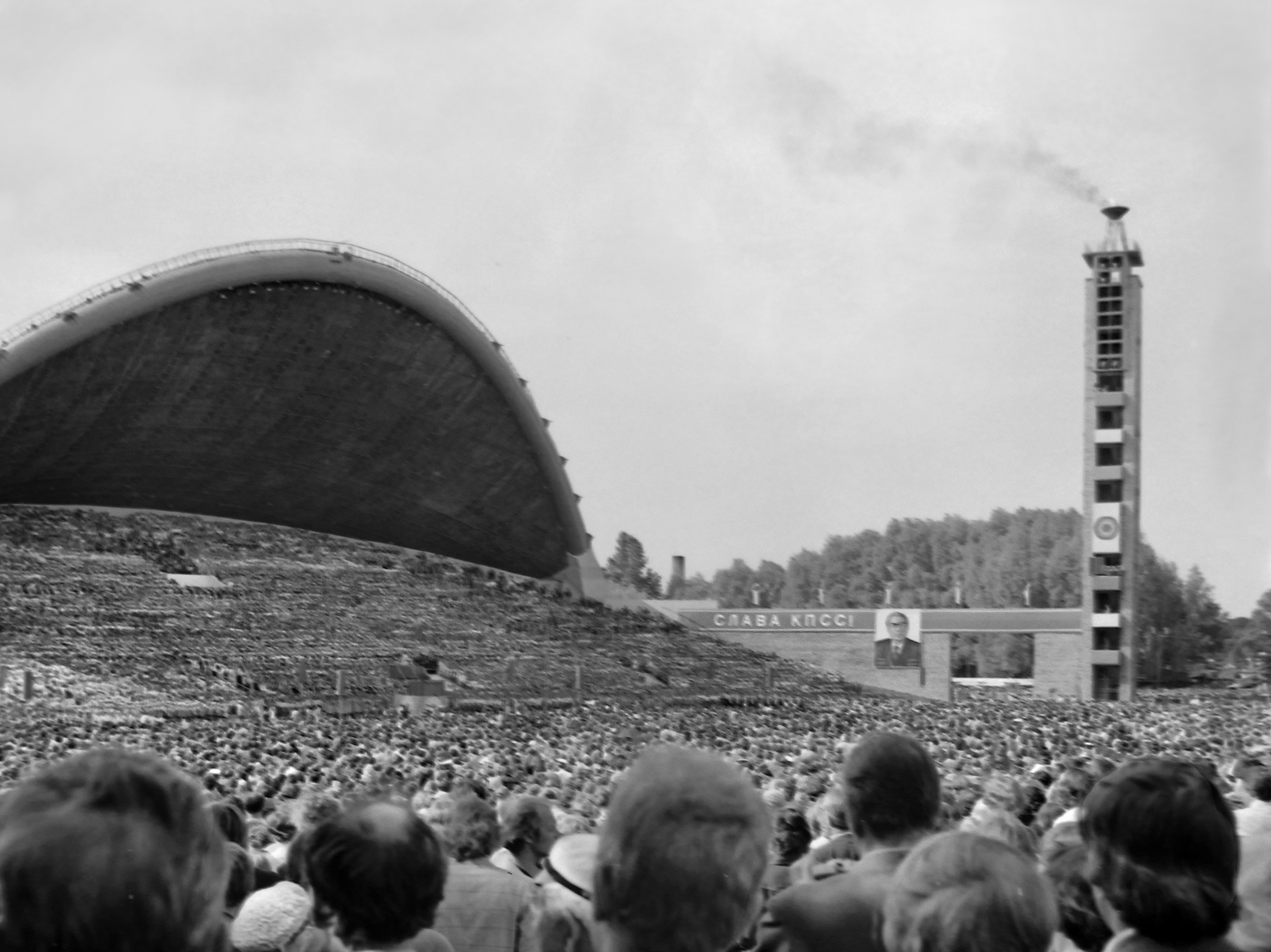
مهرجان الأغنية الإستونية في تالين عام 1980

عُزلت جمهوريات البلطيق إلى حد كبير عن العالم الخارجي بين أواخر الأربعينيات ومنتصف الثمانينيات من القرن العشرين. كان السوفيتيون حساسين تجاه منطقة البلطيق بسبب مخاوفهم بشأن ولائها، ولوجود عدد من المنشآت العسكرية هناك، لقربها من العديد من دول الكتلة غير الشرقية، بما فيها مراكز المراقبة وقاعدة غواصة. خلال أواخر الستينيات من القرن العشرين وجدت الحركات الديمقراطية السوفيتية الدعم بين مثقفي البلطيق. وقّع الاتحاد السوفيتي على اتفاقية هلسنكي وفي العام التالي أُنشئت مجموعة مراقبة في ليتوانيا أصدرت منشورات تدعو إلى الانشقاق خلال السبعينيات والثمانينيات من القرن العشرين. ألهمت القومية والدين الناس للخروج في مظاهرات صغيرة والقيام بأنشطة سرية. أصدر البرلمان الأوروبي قرارًا يدعم قضية البلطيق في عام 1982.
حافظ الاتحاد السوفيتي على التنوع العرقي لكنه بذل من ناحية أخرى جهودًا لفرض التوحيد. بدأت موجة جديدة من الترويس لنظام التعليم في أواخر السبعينيات من القرن العشرين في محاولة لخلق هوية وطنية سوفيتية. جرى تعليم أطفال البلطيق بلغاتهم الأصلية لكن اللغة الروسية كانت إلزامية. بالإضافة إلى ذلك فرضت السلطات السوفيتية قيودًا على حرية التعبير في الأدب والفنون البصرية. ظلت مهرجانات الأغنية وسيلة للتعبير عن الذات الوطنية، ومع ذلك تطوّرت الحياة الفكرية والبحث العلمي وفقًا للمعايير السوفيتية. بعد عام 1975 تفاقمت المشاكل بشأن نقص المنتجات الاستهلاكية والغذائية وتزايدت المشاكل الاجتماعية والهجرة غير المقيدة والأضرار التي لحقت بالبيئة. بحلول الثمانينيات كان هناك توتر اجتماعي وسياسي داخل جمهوريات البلطيق وبينها وموسكو.